# ارنلر
ارنلر (به ترکی استانبولی: Erenler) یک منطقهٔ مسکونی در ترکیه است که در استان سقاریه واقع شده‌است. ارنلر ۳۲ متر بالاتر از سطح دریا واقع شده‌است.